# Livermore, Kalifornien
Livermore (tidigare Nottingham) är en stad (city) i Alameda County i delstaten Kalifornien, USA. Enligt United States Census Bureau har staden en folkmängd på 82 039 invånare (2011) och en landarea på 65,2 km². 
Livermore ingår i storstadsområdet San Francisco Bay Area.
I staden finns The Centennial Light, en glödlampa som lyst sedan 1901.